# Laurence Danon
Pour les articles homonymes, voir Danon.
Laurence Danon, née Arnaud le 6 janvier 1956 à Bordeaux, est une femme d'affaires française. 
Elle dirige son family office Primerose SAS. Elle est également administratrice indépendante de Amundi, Gecina et PVL.

## Famille et formation
Laurence Miriel Arnaud passe sa scolarité au lycée Blaise-Pascal d'Orsay puis au lycée Saint-Louis à Paris.
En 1977, elle intègre l'École normale supérieure. Elle est agrégée de sciences physiques en 1980. Après deux années de recherche dans les laboratoires du Centre national de la recherche scientifique (CNRS), elle intègre l'École des mines en 1981. Elle en sort ingénieur du Corps des mines en 1984

## Carrière

### Débuts (1984-1989) au ministère de l'Industrie
Au sortir de l'École des mines en 1984, Laurence Danon Arnaud entre au ministère de l'Industrie en tant que chef de la division « Développement industriel » de la Direction régionale de l'Industrie et de la Recherche de Picardie. Elle rejoint trois ans après la Direction des hydrocarbures du ministère de l'Industrie, comme chef de la division « Exploration-production ».

### Industrie et chimie (1989-2001) chez Elf-Total
En 1989, elle entre dans le groupe Elf où elle exerce des responsabilités commerciales au sein de la division « Polymères ». En 1991, elle prend la direction d'une branche au sein de la division Spécialités Industrielles. Trois ans plus tard, en 1994, elle est nommée directrice de la division mondiale Polymères Fonctionnels.
Entre 1996 et 2001, elle est directrice générale de Ato-Findley Adhesives qui deviendra Bostik (après la fusion avec Total à partir de 1999). Bostik devient le numéro 2 mondial des adhésifs en 2000.

### PPR et la mode (2001-2007)
En 2001, Laurence Danon Arnaud quitte le monde de la chimie et de l'industrie pour celui de la mode et de la distribution. Nommée présidente-directrice générale du Printemps et membre du Conseil exécutif de PPR, elle mène avec succès son repositionnement vers la mode et le haut-de-gamme. Après la cession réussie du Printemps en octobre 2006, elle quitte son poste en 2007. Ce travail de repositionnement a été salué par le trophée « entreprises » des « Femmes en or » en 2006.

### Monde de la finance depuis 2007
Laurence Danon Arnaud a intégré le Groupe Edmond de Rothschild en 2007 en tant que membre du directoire d'Edmond de Rothschild Corporate Finance et en est devenue présidente en 2009. Elle a donné en quelques années une forte visibilité à cette activité dans le conseil M&A mid-cap et familial[réf. nécessaire], grâce à des opérations de cessions comme Delachaux, TSO, Daum, Sandro-Maje, Gérard Darel, Zadig et Voltaire ou encore Sonia Rykiel.
Début 2013, elle rejoint Leonardo & Co. SAS, filiale française de la banque d'affaires italienne Banca Leonardo, l'un des leaders du conseil en fusions-acquisitions en France avec 30 opérations par an. Elle y exerce la fonction de présidente du conseil d'administration.
À la suite de la cession de Leonardo & Co. SAS à NATIXIS en  2015, Laurence rejoint son family office.

## Distinctions
Laurence Danon est nommée au grade de chevalier dans l'ordre national du Mérite puis faite chevalier de l'ordre le 16 novembre 1998. Elle est promue au grade d'officier dans l'ordre le 16 mai 2008 au titre de « présidente de commission dans une organisation patronale ».
Elle est nommée au grade de chevalier dans l'ordre national de la Légion d'honneur puis faite chevalier de l'ordre le 7 juillet 2003. Elle est promue au grade d'officier dans l'ordre le 31 décembre 2012 au titre de « présidente du directoire d'une filiale d'une banque ». Faite officier de l'ordre le 11 juin 2013, elle est promue au grade de commandeur dans l'ordre le 13 juillet 2022 au titre de « présidente d'un groupe de gestion de patrimoine ».
Le 10 décembre 2014, Laurence Danon est élue à l'Académie des technologies.